# Astriónica

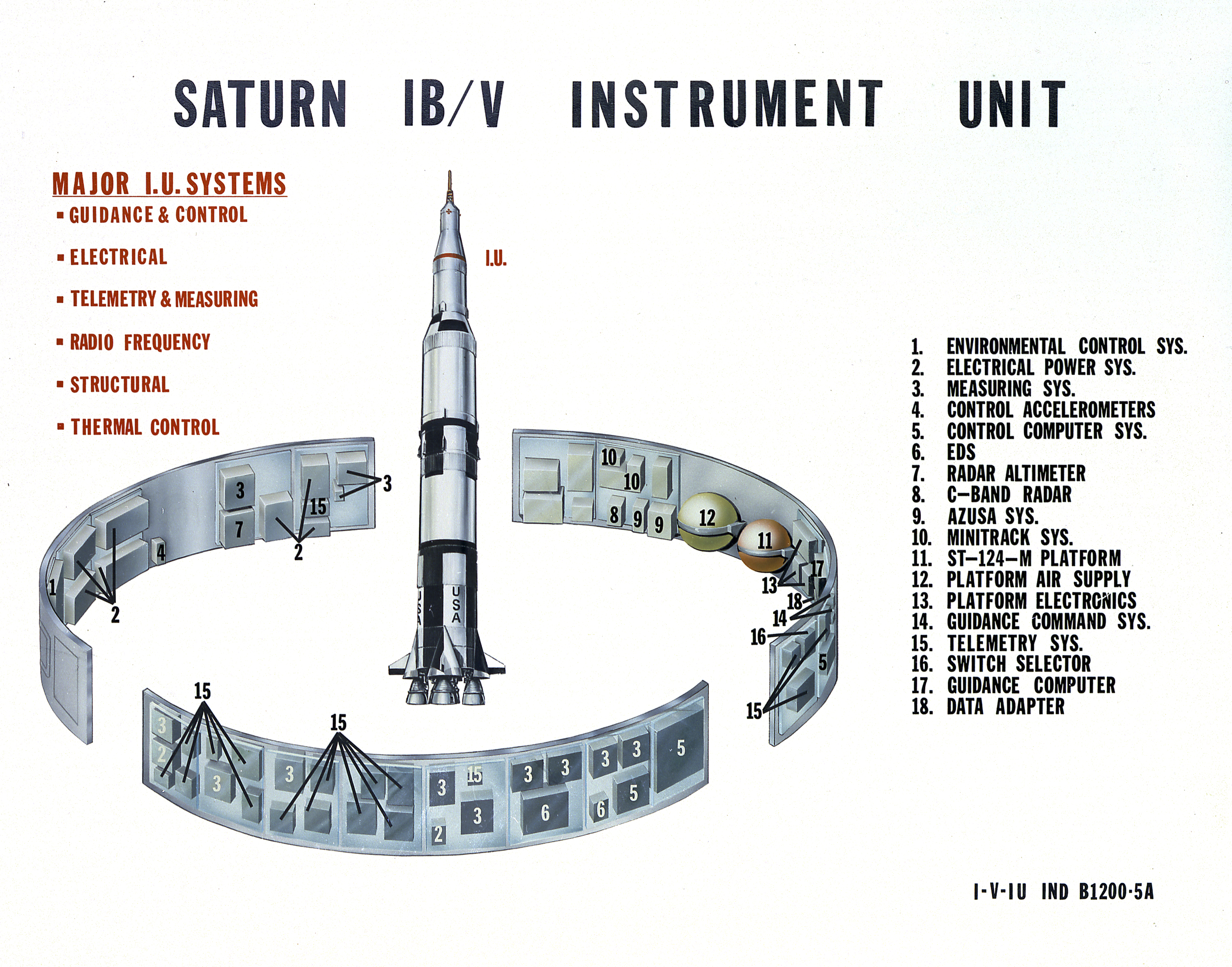
Saturno IB/V

La astriónica (del inglés astrionics), también conocida como electrónica espacial o electrónica aeroespacial, es la ciencia y tecnología del desarrollo y aplicación de sistemas electrónicos, subsistemas y componentes utilizados en naves espaciales. Dentro de una nave espacial existen una serie de sistemas embebidos, entre los que se incluyen la determinación y control de la orientación, las comunicaciones, el comando y telemetría y sistemas informáticos.
Para los ingenieros, una de las consideraciones más importantes que se deben de tener en cuenta en el proceso de diseño es el entorno en el que los sistemas y componentes de la nave espacial deben operar. El proceso de diseñar sistemas y componentes para su uso en el clima espacial plantea desafíos adicionales más allá de la simple consideración de que el espacio es un vacío.

## Determinación y control de la orientación de la nave

### Visión general
Uno de los roles más importantes que desempeñan la electrónica y los sensores en una misión y en el rendimiento de una nave espacial es determinar y controlar su orientación en el espacio. La orientación de una nave espacial varía según la misión. La nave espacial puede necesitar mantenerse estacionaria y apuntar siempre hacia la Tierra, como en el caso de un satélite meteorológico o de comunicaciones. Sin embargo, también puede ser necesario fijar la nave espacial alrededor de un eje y hacer que gire. El sistema de determinación y control de la orientación, conocido como control de actitud (Attitude Control System, ACS), se asegura de que la nave espacial se comporte correctamente. A continuación, se van a exponer las diferentes formas en las que el ACS puede obtener las mediciones necesarias para determinar esto.

### Magnetometría
Los magnetómetros miden la intensidad del campo magnético terrestre en una dirección. Para mediciones en los tres ejes, el dispositivo necesario constaría de tres magnetómetros ortogonales. Dada la posición de la nave espacial, las mediciones del campo magnético pueden compararse con un campo magnético estándar que es proporcionado por el modelo del Campo de Referencia Geomagnético Internacional. Las mediciones realizadas por los magnetómetros se ven afectadas por ruido, que consiste en errores de alineación, errores de factor de escala y la propia actividad eléctrica de la nave espacial. Para órbitas cercanas a la Tierra, el error en la dirección del campo modelado puede variar desde 0.5 grados cerca del ecuador hasta 3 grados cerca de los polos magnéticos, donde las corrientes aurorales erráticas desempeñan un papel importante.: 258  La limitación de este tipo de dispositivo es que en órbitas lejanas a la Tierra, el campo magnético es demasiado débil y está dominado por el campo interplanetario, que es complicado e impredecible.

### Sensores solares
Un sensor solar funciona mediante la entrada de luz a través de una abertura delgada en la parte superior de una cámara rectangular que proyecta una imagen de una línea delgada en la parte inferior de la cámara, la cual está revestida con una red de sensores o células sensibles a la luz. Estos miden la distancia de la imagen desde una línea central y, utilizando la altura de la cámara, pueden determinar el ángulo de refracción. Las células operan en función del efecto fotoeléctrico. Los fotones entrantes excitan electrones, lo que causa una diferencia de voltaje a través de la célula, que a su vez se convierte en una señal digital. Al colocar dos sensores perpendiculares entre sí, se puede medir la dirección exacta del sol con respecto a los ejes del sensor.

#### Detectores digitales de aspecto solar
Son dispositivos completamente digitales que funcionan como sensores solares. Estos determinan los ángulos del sol al identificar cuál de las células sensibles está más intensamente iluminada. Al conocer la intensidad de la luz que incide en los píxeles cercanos, se puede calcular la dirección del centroide del sol con una precisión de unos pocos segundos de arco.: 261 

### Sensor terrestre de horizonte

#### Estáticos
Los sensores estáticos contienen una serie de sensores y detectan la radiación infrarroja emitida por la superficie de la Tierra con un campo de visión ligeramente más grande que la Tierra. La precisión en la determinación del geocentro varía desde 0.1 grados en la órbita cercana a la Tierra hasta 0.01 grados en órbita geoestacionaria (GEO). Su uso generalmente se restringe a naves espaciales en órbitas circulares.: 262 

#### Escáneres
Los sensores con escáner utilizan un espejo o prisma giratorios para enfocar un estrecho haz de luz en un elemento sensor generalmente llamado bolómetro. El giro provoca que el dispositivo barra el área de un cono y el sensor detecta cuándo se recibe por primera vez la señal infrarroja de la Tierra y cuándo se pierde. El tiempo entre estos eventos se utiliza para determinar el ancho de la Tierra. A partir de esto, se puede determinar el ángulo de inclinación. Este es un factor que afecta la precisión de estos sensores debido al hecho de que la Tierra no es perfectamente esférica. Otro aspecto es que el sensor no detecta la tierra ni el océano, sino el infrarrojo en la atmósfera, que puede alcanzar ciertas intensidades debido a la estación del año y la latitud.

### GPS
Este sensor es simple en el sentido de que a partir de una única señal se pueden determinar muchas características. Una señal contiene la identificación del satélite, su posición, la duración de la señal propagada y la información horaria. Utilizando un conjunto de 36 satélites GPS, de los cuales solo se necesitan cuatro, se puede determinar la navegación, la posición, el tiempo preciso, la órbita y la actitud. Una ventaja del GPS es que todas las órbitas, desde la órbita terrestre baja hasta la órbita geosíncrona, pueden utilizar el GPS para el control de la actitud (ACS).

## Comando y telemetría

### Visión general
Otro sistema que es vital para una nave espacial es el sistema de comando y telemetría. El sistema de comando es responsable de la comunicación desde la Tierra hacia la nave espacial. El sistema de telemetría maneja las comunicaciones desde la nave espacial hacia la Tierra. Las señales de las estaciones terrestres se envían para comandar a la nave espacial qué hacer, mientras que la telemetría informa sobre el estado de la nave, incluyendo datos vitales de esta y específicos de la misión.

### Sistemas de comando
El propósito de un sistema de comando es proporcionar a la nave espacial un conjunto de instrucciones para realizar tareas específicas. Las órdenes se ejecutan en función de su prioridad. Algunos comandos requieren ejecución inmediata, otros pueden especificar tiempos de espera antes de su ejecución, otros especifican el momento determinado en el que deben ejecutarse, o también, un evento o combinación de eventos que deben ocurrir antes de la ejecución del comando.: 600  Las naves espaciales realizan una variedad de funciones basadas en los comandos que reciben. Estas funciones incluyen la aplicación o retirada de energía de un subsistema de la nave espacial, la modificación de los modos de funcionamiento del subsistema y el control de diversas funciones de la guía y el manejo de la nave espacial. Los comandos también controlan mástiles, antenas, paneles solares y cubiertas protectoras. Un sistema de comando también puede utilizarse para cargar programas completos en la memoria RAM de subsistemas programables basados en microprocesadores a bordo.: 601 
La señal de radiofrecuencia que se transmite desde la Tierra es recibida por el receptor de comandos y se amplifica y descodifica. La amplificación es necesaria ya que la señal es muy débil después de haber recorrido largas distancias. A continuación, en el sistema de comandos, se encuentra el decodificador de comandos. Este dispositivo examina la señal subportadora y detecta el mensaje de comando que transporta. La salida del decodificador suele ser datos "no retornados a cero" (not-return-to-zero data o NRZ). El decodificador de comandos también proporciona información horaria al procesador de comandos de la nave, lo que indica este cuándo un bit es válido en la línea de datos en serie. La secuencia de bits que se envía al procesador de comandos tiene una característica única para las naves espaciales. Entre los diferentes tipos de bits enviados, los primeros son bits de dirección de la nave espacial. Estos llevan un código de identificación específico para una nave espacial particular y evitan que el comando previsto sea ejecutado por otra nave espacial. Esto es necesario porque muchas satélites utilizan la misma frecuencia y tipo de modulación.: 606 
El microprocesador recibe entradas del decodificador de comandos, opera sobre estas entradas con un programa que se almacena en una ROM o RAM y luego emite los resultados a la interfaz de circuitos. Debido a la amplia variedad de tipos de comandos y mensajes, la mayoría de los sistemas de comandos se implementan utilizando microprocesadores programables. El tipo de circuito de interfaz necesario se basa en el comando enviado por el procesador. Estos comandos incluyen comandos de relé, pulsos, nivel y datos. Los comandos de relé activan las bobinas de relés electromagnéticos en la unidad central de conmutación de energía. Los comandos de pulso son pulsos cortos de voltaje o corriente que se envían desde el procesador de comandos al subsistema correspondiente. Un comando de nivel es exactamente igual que un comando de pulso, excepto que se envía un nivel lógico en lugar de un pulso lógico. Los comandos de datos transfieren palabras de datos al subsistema de destino.: 612–615 

### Sistemas telemétricos
Los comandos enviados a una nave espacial serían inútiles si el control en tierra no supiera qué está haciendo la nave espacial. La telemetría incluye información como:
- Datos de estado relacionados con los recursos de la nave espacial, su correcto funcionamiento, su actitud y su modo de operación.
- Datos científicos recopilados por sensores a bordo (telescopios, espectrómetros, magnetómetros, acelerómetros, electrometría, termómetros, etc.).
- Datos específicos sobre la órbita de la nave espacial y la temporización que pueden ser utilizados para la guía y navegación por vehículos terrestres, marítimos o aéreos.
- Imágenes capturadas por cámaras a bordo (visible o infrarrojo).
- Ubicaciones de otros objetos, ya sea en la Tierra o en el espacio, que están siendo rastreados por la nave espacial.
- Datos de telemetría que han sido retransmitidos desde la Tierra o desde otra nave espacial en una constelación de satélites.[2]: 617

El sistema de telemetría es responsable de la adquisición de datos de los sensores, acondicionadores, selectores y convertidores, así como del procesamiento de estos datos, que incluye la compresión, el formato y el almacenamiento y finalmente; el sistema de telemetría, que se encarga de la transmisión de los datos, lo que implica la codificación, la modulación, la transmisión y el uso de antenas para enviar la información recopilada.
El sistema de telemetría de naves espaciales presenta características únicas. Una de ellas se relaciona con el hecho de que, para cualquier satélite en órbita terrestre baja, debido a su rápido desplazamiento, solo puede estar en contacto con una estación terrestre durante diez o veinte minutos. Esto requeriría cientos de estaciones terrestres para mantener una comunicación constante, lo cual no es práctico en absoluto. Una solución a este problema es el almacenamiento de datos a bordo. El almacenamiento de datos permite acumular información lentamente a lo largo de la órbita y descargarla rápidamente cuando se encuentra sobre una estación terrestre. En misiones en el espacio profundo, el grabador a menudo se utiliza de forma opuesta, para capturar datos de alta velocidad y reproducirlos lentamente a través de enlaces con límite de velocidad de datos.: 567  Otra solución son los satélites de retransmisión de datos. La NASA cuenta con satélites en órbita geoestacionaria llamados "TDRS", por sus siglas en inglés "Tracking and Data Relay Satellites" (Satélites de Seguimiento y Retransmisión de Datos), que retransmiten comandos y telemetría desde satélites en órbita terrestre baja. Antes de la existencia de los TDRS, los astronautas solo podían comunicarse con la Tierra durante aproximadamente el 15% de la órbita, utilizando 14 estaciones terrestres de la NASA en todo el mundo. Con los TDRS, la cobertura de los satélites de baja altitud es global, desde una única estación terrestre que se encuentra en White Sands (Nuevo México, Estados Unidos).: 569 
Otra característica única de los sistemas de telemetría es la autonomía. Las naves espaciales requieren la capacidad de monitorear sus funciones internas y actuar en función de la información sin necesidad de interacción con el control en tierra. La necesidad de autonomía surge de problemas como la cobertura insuficiente, la geometría de la comunicación, situarse demasiado cerca de la línea Sol-Tierra (donde el ruido solar interfiere con las frecuencias de radio) o simplemente por razones de seguridad. La autonomía es importante para que el sistema de telemetría ya tenga la capacidad de monitorear las funciones de la nave espacial y los sistemas de comandos tengan la capacidad de emitir los comandos necesarios para reconfigurarse en función de las necesidades de la acción a tomar. Existen tres pasos en este proceso:
1. El sistema de telemetría debe ser capaz de reconocer cuándo una de las funciones que está monitoreando se desvía más allá de los rangos normales.
2. El sistema de comandos debe saber cómo interpretar funciones anormales para que pueda generar una respuesta de comando adecuada.
3. Los sistemas de comandos y telemetría deben ser capaces de comunicarse entre sí.[2]: 623

## Sensores
Los sensores se pueden clasificar en dos categorías: sensores de funcionamiento y sensores de carga útil. Los primeros supervisan la funcionalidad de la nave espacial o la carga útil y pueden incluir sensores de temperatura, galgas extensiométricas, giroscopios y acelerómetros. Los sensores de carga útil pueden incluir sistemas de imágenes de radar y cámaras infrarrojas. Si bien los sensores de carga útil representan parte de la razón por la que existe la misión, son los sensores de salud los que miden y controlan los sistemas para garantizar un funcionamiento óptimo.